# Antimalàric
Un antipalúdic o antimalàric és un antiparasitari per tractar o prevenir la malària o paludisme. En la prevenció el més freqüent és dirigir-se a dos grups objectiu susceptibles, els nens petits i les dones embarassades. A partir del 2018, els tractaments moderns, inclosa la malària greu, continuaven depenent de les teràpies derivades històricament de la quinina i l'artesunat, ambdós medicaments parenterals (injectables). S'espera que la incidència i la distribució de la malaltia ("càrrega de la malària") siguin elevades a nivell mundial durant molts anys; a més, s'han observat repetidament que els fàrmacs antipalúdics coneguts provoquen resistència al paràsit de la malària, incloses les teràpies combinades amb artemisinina, un medicament d'últim recurs, on ara s'ha observat resistència al sud-est asiàtic. Com a tal, les necessitats de nous agents antipalúdics i noves estratègies de tractament (per exemple, noves teràpies combinades) segueixen sent importants prioritats en la medicina tropical. A més, malgrat els resultats molt positius de molts tractaments moderns, els efectes secundaris greus poden afectar algunes persones que prenen dosis estàndard (per exemple, retinopatia amb cloroquina, anèmia hemolítica aguda amb tafenoquina).

## Plantes antimalàriques
El quebratxo blanc s'utilitza com antimalàric.